# يورغن هينركسن
يورغن هينركسن (بالدنماركية: Jørgen Henriksen)‏ هو لاعب كرة قدم دنماركي في مركز حراسة المرمى، ولد في 16 يوليو 1942 في فريدريكسبرغ في الدنمارك. لعب مع نادي أوترخت.

## وصلات خارجية
- يورغن هينركسن على موقع قاعدة بيانات كرة القدم.إي يو (الإنجليزية)
- يورغن هينركسن على موقع ناشيونال فوتبول تيمز (الإنجليزية)